# Медаль «За службу в собственном конвое государя императора»

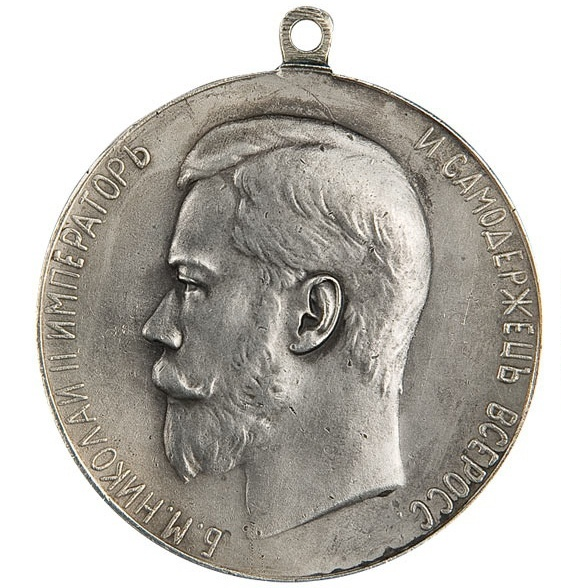
Медаль "За службу в собственном конвое Государя Императора Николая !!" (аверс).

Медаль «За службу в собственном конвое государя императора» или «За службу в собственном конвое императора» — государственная награда Российской империи, предназначенная для служащих в Собственном Его Императорского Величества Конвое.
Медаль учреждена в декабре 1850 года указом Николая I. Указ об учреждении награды был сообщён министру Императорского Двора В. Ф. Адлербергу военным министром Д. А. Долгоруковым 16 (28) января 1855 года. Рисунок медали с портретом Николая I был учреждён Александром II 24 февраля (8 марта) 1855 года. 25 апреля (7 мая) 1855 года был утверждён новый рисунок медали с портретом Александра II. Известно о награждениях медалью вплоть до царствования Александра III, а также известны медали, отчеканеные при Николае II.

## Порядок награждения
Награждались медалью горцы и мусульмане, служащие в Собственном Его Императорского Величества Конвое. Медалью полагалось награждать при получении за выслугу лет звания корнета, первого обер-офицерского звания. Большинство награждённых получало серебряные медали, золотыми медалями награждались особенно отличившиеся. Награждённые также получали специальное свидетельство на право ношения медали.
Первые награждения медалями были произведены в начале царствования Александра II, при этом было выдано 3 золотых и 45 серебряных медалей (изготовлено 10 золотых и 100 серебряных) с портретом Николая I. Известно не более 50 награждений золотыми медалями с портретом Александра II и не более 300 награждений такими же серебряными медалями. Медали с портретом Александра III выдавались после февраля 1883 года, всего не более 100 медалей. Сведений о награждениях в период Николая II нет, хотя были отчеканены медали с его портретом.

## Описание медали

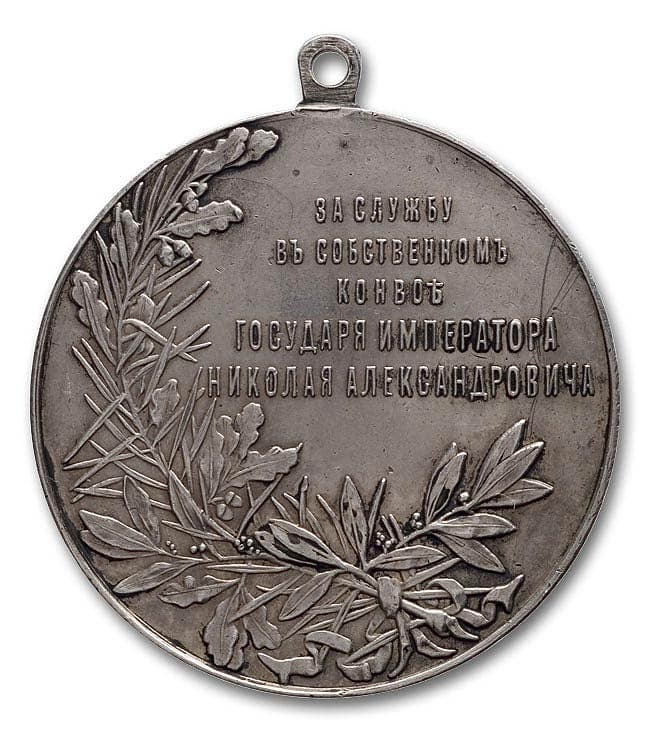
Медаль «За службу в собственном конвое Государя Императора Николая !!» (анфас).

Медали были сделаны из золота или серебра. Диаметр — 50 мм. На лицевой стороне медали изображён портрет императора, который правил во время награждения. Например, на медалях, выданных в память о службе во время правления Николая I на лицевой стороне медали был его портрет, обращённый вправо. Вдоль края медали по кругу надпись: «Б.М.НИКОЛАЙ I ИМПЕРАТОРЪ И САМОДЕРЖЕЦЪ ВСЕРОСС.» На оборотной стороне медали надпись горизонтально в пять строк:

ЗА СЛУЖБУ
В СОБСТВЕННОМЪ
КОНВОѢ
ГОСУДАРЯ ИМПЕРАТОРА
НИКОЛАЯ ПАВЛОВИЧА
И аверс, и реверс соответственно изменялись с началом царствования нового императора: корректировались надписи и портрет. Медаль с портретом Александра II также имела ряд разновидностей по оформлению портрета и надписям. Вариант медали Николая II имел и другие отличия реверса: надпись уменьшена и сдвинута вправо, слева изображены дубовая, лавровая и пальмовая ветви, перевязанные лентой.
Медали чеканились на Санкт-Петербургском монетном дворе.

## Порядок ношения
Медаль имела ушко для крепления к ленте. Носить медаль полагалось на шее. Использовалась Аннинская лента.